# جیمی مارکی
جیمی مارکی (انگلیسی: Jamie Marchi؛ زادهٔ ۸ اکتبر ۱۹۷۷) یک صدا پیشه اهل ایالات متحده آمریکا است.
از فیلم‌ها یا برنامه‌های تلویزیونی که وی در آن نقش داشته است می‌توان به فرزندان گرگ اشاره کرد.